# Krnka-Hirtenberg
Крінка-Хіртенберг 1908 року був прототипом напівавтоматичної рушниці австро-угорського походження.
Конструкційна основа напівавтоматичної гвинтівки, виробленої під час експлуатації Крнка в боєприпасах Хіртенберга, датується 1908 роком, а її функціональний принцип базується на австрійському патенті № 40 385, поданому 8 жовтня 1908 року. за принципом відстроченого закриття болта. Початковий імпульс розвитку рани, що передається на носій, забезпечувався похилою поверхнею головки болта. Складний висновок виробництва складається з 11 частин, а зброя обладнана для експериментального балонного картриджа калібром 7 мм. Механізм подачі складається з котушкового картриджного ящика місткістю 5 патронів. Шкала козирка не має маркування, оскільки вона є лише зразком для функціональних випробувань.
Зразок був отриманий Інститутом військової історії в 1983 році шляхом передачі з Військової академії Антоніна Запотоцького (ВААЗ) у Брно.